# Nombre de Rossby
Le nombre de Rossby est un nombre sans dimension très utilisé en dynamique des fluides géophysiques. Il représente le rapport entre les forces d'inertie et les forces dues à la rotation qui caractérisent le mouvement d'un fluide dans un repère tournant. Il porte le nom de Carl-Gustaf Rossby, météorologiste suédois.

## Définition
On le définit de la manière suivante :
{\displaystyle Ro={\frac {v}{f\,L_{c}}}}
avec :
- v - vitesse [m/s],
- f - paramètre de Coriolis [s-1],
- Lc - longueur caractéristique [m].

Le paramètre de Coriolis est défini par {\displaystyle f=2\Omega \sin \phi }, où {\displaystyle \Omega } est la vitesse angulaire de rotation de la terre et {\displaystyle \phi } la latitude.

## Propriétés
Ainsi on peut faire la différence entre un écoulement géophysique à fort nombre de Rossby ou à faible nombre de Rossby. Si le nombre de Rossby est très supérieur à l'unité, alors les forces de Coriolis dues par exemple à la rotation terrestre sont négligeables devant l'inertie de l'écoulement. Dans le cas contraire d'un nombre de Rossby très inférieur à l'unité, les forces de Coriolis dominent le mouvement du fluide.

## Exemples

### Fort nombre de Rossby
une conduite d'eau, une rivière, un torrent et... la chasse d'eau ou l'évacuation de la baignoire qui contrairement aux idées reçues ne tournent pas dans le sens opposé quand on change d'hémisphère car leur petite taille (quelques centimètres) fait qu'elles ne sont quasiment pas exposées aux effets de la rotation terrestre.

### Faible nombre de Rossby
La circulation océanique globale, une perturbation ou un anticyclone atmosphérique, le panache d'eau douce créé par un fleuve à son embouchure.
On remarquera que les écoulements fortement influencés par la rotation terrestre sont en général des écoulements se produisant à des échelles importantes.